# Propagació per ràdio
La propagació de la ràdio és el comportament de les ones de ràdio mentre viatgen, o es propaguen, d'un punt a un altre en el buit, o a diverses parts de l'atmosfera.: 26-1 Com a forma de radiació electromagnètica, com les ones de llum, les ones de ràdio es veuen afectades pels fenòmens de reflexió, refracció, difracció, absorció, polarització i dispersió. Comprendre els efectes de les condicions variables sobre la propagació de la ràdio té moltes aplicacions pràctiques, des de l'elecció de freqüències per a comunicacions de ràdio aficionats, emissores internacionals d'ona curta, fins al disseny de sistemes de telefonia mòbil fiables, navegació per ràdio i operació de sistemes de radar.
En els sistemes pràctics de transmissió de ràdio s'utilitzen diversos tipus de propagació. La propagació de la línia de visió significa ones de ràdio que viatgen en línia recta des de l'antena emissora fins a l'antena receptora. La transmissió de la línia de visió s'utilitza per a la transmissió de ràdio de mitjana distància, com ara telèfons mòbils, telèfons sense fil, walkie-talkies, xarxes sense fil, ràdio FM, emissions de televisió, radar i comunicació per satèl·lit (com la televisió per satèl·lit). La transmissió de la línia de visió a la superfície de la Terra es limita a la distància a l'horitzó visual, que depèn de l'alçada de les antenes de transmissió i recepció. És l'únic mètode de propagació possible a freqüències de microones i superiors.
A freqüències més baixes a les bandes MF, LF i VLF, la difracció permet que les ones de ràdio s'inclinin sobre turons i altres obstacles, i viatgen més enllà de l'horitzó, seguint el contorn de la Terra. Aquestes s'anomenen ones superficials o propagació d'ones terrestres. Les estacions de radiodifusió AM i d'aficionats utilitzen ones terrestres per cobrir les seves zones d'escolta. A mesura que la freqüència disminueix, l'atenuació amb la distància disminueix, de manera que les ones terrestres de molt baixa freqüència (VLF) a extremadament baixa freqüència (ELF) es poden utilitzar per comunicar-se a tot el món. Les ones VLF a ELF poden penetrar distàncies significatives a través de l'aigua i la terra, i aquestes freqüències s'utilitzen per a la comunicació de mines i la comunicació militar amb submarins submergits.
A les freqüències d'ona mitjana i curta (bandes MF i HF), les ones de ràdio poden refractar-se de la ionosfera, una capa de partícules carregades ( ions ) a l'atmosfera. Això significa que les ones de ràdio mitjanes i curtes transmeses en un angle cap al cel es poden refractar cap a la Terra a grans distàncies més enllà de l'horitzó, fins i tot distàncies transcontinentals. Això s'anomena propagació de les ones celestes. Els operadors de ràdio aficionats l'utilitzen per comunicar-se amb operadors de països llunyans, i les estacions de radiodifusió d'ona curta per transmetre internacionalment.

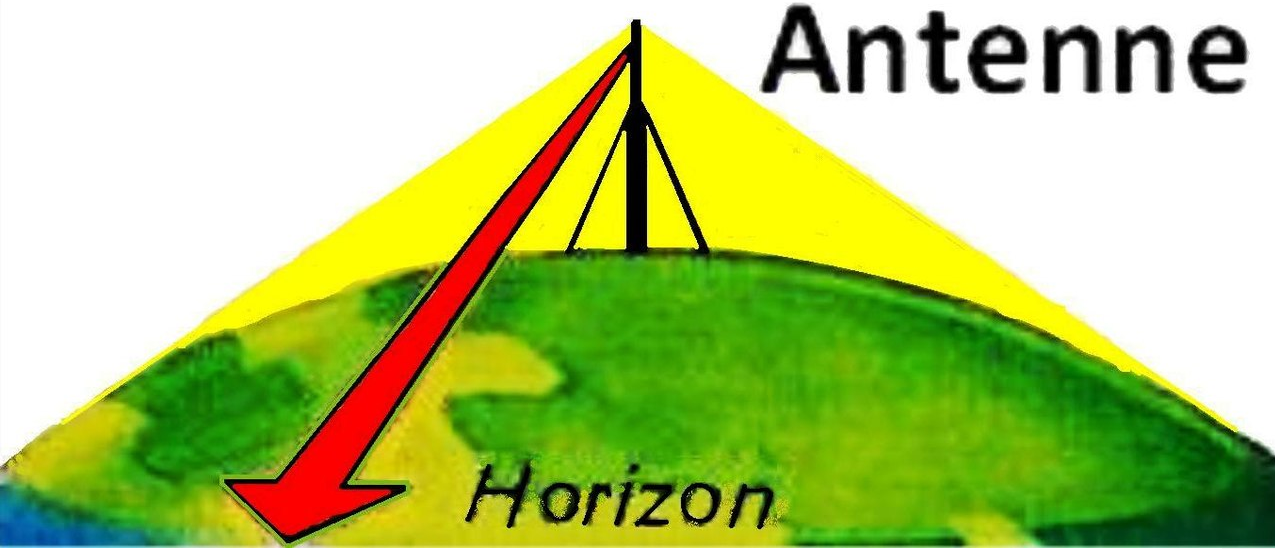
Propagació d'ondes VHF

A més, hi ha diversos mecanismes de propagació de ràdio menys comuns, com ara la dispersió troposfèrica (troposcatter), el conducte troposfèric (conducte) a freqüències VHF i l'ona cel·les d'incidència vertical (NVIS) que s'utilitzen quan es desitgen comunicacions HF en uns pocs centenars de milles.

## Dependència de la freqüència
A diferents freqüències, les ones de ràdio viatgen per l'atmosfera per diferents mecanismes o modes:
| Banda | Banda                                             | Freqüència                                          | Longitud ona      | Via de Propagació |
| ----- | ------------------------------------------------- | --------------------------------------------------- | ----------------- | --- |
| ELF   | Freqüència extremadament baixa                    | 3–30 Hz                                             | 100,000–10,000 km | Guiat entre la Terra i la capa D de la ionosfera. |
| SLF   | Superbaixa freqüència                             | 30–300 Hz                                           | 10,000–1,000 km   | Guiat entre la Terra i la ionosfera. |
| ULF   | Freqüència ultra baixa                            | 0.3–3 kHz (300–3,000 Hz)                            | 1,000–100 km      | Guided between the Earth and the ionosphere. |
| VLF   | molt baixa freqüència                             | 3–30 kHz (3,000–30,000 Hz)                          | 100–10 km         | Guiat entre la Terra i la ionosfera. Ones terrestres |
| LF    | Baixa freqüència                                  | 30–300 kHz (30,000–300,000 Hz)                      | 10–1 km           | Guiat entre la Terra i la ionosfera. Ones terrestres |
| MF    | Freqüència mitjana                                | 300–3,000 kHz (300,000–3,000,000 Hz)                | 1000–100 m        | Ones terrestres Refracció ionosfèrica de la capa E, F a la nit, quan l'absorció de la capa D es debilita. |
| HF    | alta freqüència (ona curta)                       | 3–30 MHz (3,000,000–30,000,000 Hz)                  | 100–10 m          | Refracció ionosfèrica de la capa E. Refracció ionosfèrica de capa F1, F2. |
| VHF   | molt alta freqüència                              | 30–300 MHz (30,000,000– 300,000,000 Hz)             | 10–1 m            | Propagació en línia de visió. Refracció E ionosfèrica (Es) poc freqüent. Poc habitualment refracció ionosfèrica de la capa F2 durant una activitat elevada de taques solars fins a 50 MHz i rarament fins a 80 MHz. De vegades, conductes troposfèrics o dispersió de meteors |
| UHF   | Ultra alta freqüència                             | 300–3,000 MHz (300,000,000– 3,000,000,000 Hz)       | 100–10 cm         | Propagació de la línia de visió. De vegades conducte troposfèric. |
| SHF   | súper alta freqüència                             | 3–30 GHz (3,000,000,000– 30,000,000,000 Hz)         | 10–1 cm           | Propagació de la línia de visió de 10–1 cm. De vegades la pluja s'escampa. |
| EHF   | Freqüència extremadament alta                     | 30–300 GHz (30,000,000,000– 300,000,000,000 Hz)     | 10–1 mm           | Propagació de la línia de visió de 10–1 mm, limitada per l'absorció atmosfèrica a uns quants quilòmetres (milles) |
| THF   | Freqüència tremendament alta                      | 0.3–3 THz (300,000,000,000– 3,000,000,000,000 Hz)   | 1–0.1 mm          | Propagació de la línia de visió, limitada per l'absorció atmosfèrica a pocs metres. |
| FIR   | Llum infraroja llunyana (se superposa a la ràdio) | 0.3–20 THz (300,000,000,000– 20,000,000,000,000 Hz) | 1,000–150 μm      | Propagació en línia de visió, majoritàriament limitada per l'absorció atmosfèrica a pocs metres. |

## Propagació de l'espai lliure
A l'espai lliure, totes les ones electromagnètiques (ràdio, llum, raigs X, etc.) obeeixen la llei del quadrat invers que estableix que la densitat de potència {\displaystyle \rho \,} d'una ona electromagnètica és proporcional a la inversa del quadrat de la distància {\displaystyle r\,} d'una font puntual: 26-19 o:
{\displaystyle \rho \propto {\frac {1}{r^{2}}}~.}
A distàncies de comunicació típiques des d'un transmissor, l'antena de transmissió normalment es pot aproximar mitjançant una font puntual. Doblar la distància d'un receptor a un transmissor significa que la densitat de potència de l'ona radiada en aquesta nova ubicació es redueix a una quarta part del seu valor anterior.
La densitat de potència per unitat de superfície és proporcional al producte de les intensitats del camp elèctric i magnètic. Així, duplicar la distància del camí de propagació des del transmissor redueix a la meitat cadascuna d'aquestes intensitats de camp rebuts en un camí d'espai lliure.
Les ones de ràdio al buit viatgen a la velocitat de la llum. L'atmosfera terrestre és prou fina perquè les ones de ràdio de l'atmosfera viatgen molt a prop de la velocitat de la llum, però les variacions de densitat i temperatura poden provocar una lleugera refracció (flexió) de les ones a distàncies.

## Modes directes (línia de visió)
La línia de visió es refereix a les ones de ràdio que viatgen directament en una línia des de l'antena transmissor fins a l'antena receptora, sovint també anomenada ona directa. No requereix necessàriament un camí visual clar; a freqüències més baixes les ones de ràdio poden travessar edificis, fullatge i altres obstruccions. Aquest és el mode de propagació més comú a VHF i superior, i l'únic mode possible a freqüències de microones i superiors. A la superfície de la Terra, la propagació de la línia de visió està limitada per l'horitzó visual a unes 40 milles (64 km). Aquest és el mètode utilitzat pels telèfons mòbils, telèfons sense fil, walkie-talkies, xarxes sense fil, enllaços de ràdio de microones punt a punt, emissions de FM i televisió i radar. La comunicació per satèl·lit utilitza camins de línia de visió més llargs; per exemple, les antenes parabòliques domèstiques reben senyals de satèl·lits de comunicació 22,000 milles (35,000 km) per sobre de la Terra, i les estacions terrestres poden comunicar-se amb naus espacials a milers de milions de milles de la Terra.

## Modes de superfície (ona terrestre)

Propagació de les ones terrestres

Menor freqüència (entre 30 i 3.000 kHz) les ones de ràdio polaritzades verticalment poden viatjar com a ones superficials seguint el contorn de la Terra; això s'anomena propagació de les ones terrestres.
En aquest mode, l'ona de ràdio es propaga interaccionant amb la superfície conductora de la Terra. L'ona "s'enganxa" a la superfície i, per tant, segueix la curvatura de la Terra, de manera que les ones terrestres poden viatjar per sobre de les muntanyes i més enllà de l'horitzó. Les ones terrestres es propaguen en polarització vertical, de manera que calen antenes verticals (monopols). Com que el sòl no és un conductor elèctric perfecte, les ones del sòl s'atenuen a mesura que segueixen la superfície terrestre. L'atenuació és proporcional a la freqüència, de manera que les ones terrestres són el principal mode de propagació a freqüències més baixes, a les bandes MF, LF i VLF. Les ones terrestres les fan servir les estacions de radiodifusió a les bandes MF i LF, i per a senyals horàries i sistemes de radionavegació.

## Modes sense línia de visió
La propagació de ràdio sense línia de visió (NLOS) es produeix fora de la típica línia de visió (LOS) entre el transmissor i el receptor, com en els reflexos del sòl. Les condicions de la línia de visió propera (també NLOS) es refereixen a l'obstrucció parcial per part d'un objecte físic present a la zona de Fresnel més interna.
Els obstacles que solen provocar la propagació de NLOS inclouen edificis, arbres, turons, muntanyes i, en alguns casos, línies elèctriques d'alta tensió. Algunes d'aquestes obstruccions reflecteixen determinades freqüències de ràdio, mentre que algunes simplement absorbeixen o alteran els senyals; però, en ambdós casos, limiten l'ús de molts tipus de transmissions de ràdio, sobretot quan el pressupost de potència és baix.